# فرحات كابلان
فرحات كابلان (بالتركية: Ferhat Kaplan) (7 يناير 1989 في تركيا - ) هو لاعب كرة قدم تركي في مركز حراسة المرمى. شارك مع منتخب تركيا تحت 18 سنة لكرة القدم ومنتخب تركيا تحت 19 سنة لكرة القدم ومنتخب تركيا تحت 20 سنة لكرة القدم ومنتخب تركيا تحت 21 سنة لكرة القدم. أما مع النوادي، فقد لعب مع غنتشلربيرليغي وÇanakkale Dardanelspor ‏.

## وصلات خارجية
- فرحات كابلان على موقع الاتحاد الأوربي (الإنجليزية)
- فرحات كابلان على موقع اتحاد تركيا (لاعب) (الإنجليزية)
- فرحات كابلان على موقع قاعدة بيانات كرة القدم.إي يو (الإنجليزية)
- فرحات كابلان على موقع Soccerway.com (الإنجليزية)
- فرحات كابلان على موقع عالم كرة القدم.نت (الإنجليزية)